# Michael Imhof Verlag
Der Michael Imhof Verlag ist ein deutscher Buchverlag mit Sitz in Petersberg (Hessen) bei Fulda, mit Themenschwerpunkten auf Kunst, Architektur und Kulturgeschichte sowie Regionalia.

## Geschichte
Der Verlag wurde im Jahre 1996 von dem Kunsthistoriker Michael Imhof gegründet und hat sich als Kunstbuchverlag sowohl mit fachwissenschaftlichen Veröffentlichungen wie Ausstellungskatalogen, Bestandskatalogen und wissenschaftlichen Qualifikationsschriften (Dissertationen und Habilitationsschriften) wie auch mit Bildbänden und Reiseführern etabliert. Insbesondere auf dem Gebiet der Ausstellungs- und Bestandskataloge arbeitet der Verlag mit zahlreichen Museen zusammen. 
Seit Bestehen des Verlages sind über 2700 Bücher erschienen. Die Jahresproduktion liegt bei über 100 Titeln.